# Frank Moreno García
Frank Esteban Moreno García (Matanzas, 17 de noviembre de 1965) es un deportista cubano que compitió en judo.
Ganó dos medallas de plata en el Campeonato Mundial de Judo en los años 1989 y 1991, y seis medallas en el Campeonato Panamericano de Judo entre los años 1984 y 1994. En los Juegos Panamericanos consiguió tres medallas entre los años 1987 y 1995.

## Palmarés internacional
| Campeonato Mundial      | Campeonato Mundial            | Campeonato Mundial | Campeonato Mundial |
| Año                     | Lugar                         | Medalla            | Categoría          |
| ----------------------- | ----------------------------- | ------------------ | ------------------ |
| 1989                    | Belgrado (Yugoslavia)         | Medalla de plata   | +95 kg             |
| 1991                    | Barcelona (España)            | Medalla de plata   | +95 kg             |
| Juegos Panamericanos    |                               |                    |                    |
| Año                     | Lugar                         | Medalla            | Categoría          |
| 1987                    | Indianápolis (Estados Unidos) | Medalla de oro     | +95 kg             |
| 1991                    | La Habana (Cuba)              | Medalla de oro     | +95 kg             |
| 1995                    | Mar del Plata (Argentina)     | Medalla de plata   | +95 kg             |
| Campeonato Panamericano |                               |                    |                    |
| Año                     | Lugar                         | Medalla            | Categoría          |
| 1984                    | Ciudad de México (México)     | Medalla de plata   | +95 kg             |
| 1985                    | La Habana (Cuba)              | Medalla de oro     | +95 kg             |
| 1988                    | Buenos Aires (Argentina)      | Medalla de oro     | +95 kg             |
| 1990                    | Caracas (Venezuela)           | Medalla de oro     | +95 kg             |
| 1992                    | Hamilton (Canadá)             | Medalla de plata   | +95 kg             |
| 1994                    | Santiago de Chile (Chile)     | Medalla de oro     | +95 kg             |